# Association internationale du film d’animation
Die Association internationale du film d’animation (ASIFA) ist ein internationaler Verband von Animationsfilmschaffenden. Er wurde 1960 in Annecy gegründet und gliedert sich in über vierzig Regionalgruppen. Aktuelle Präsidentin ist Deanna Morse.

## Aktivitäten
Zu den Aktivitäten der Asifa zählen der Betrieb eines Filmarchivs, das Abhalten von Veranstaltungen und Workshops und die Herausgabe von Publikationen. Seit 1972 vergibt die Asifa-Gruppe in Hollywood den Annie Award für besondere Leistungen im Bereich des Animationsfilms. Seit 2002 veranstaltet die Asifa weltweit jährlich am 28. Oktober den International Animation Day.
Der Verein vergibt auch Akkreditierungen an Filmfestivals, die bestimmte Auflagen erfüllen. Im deutschsprachigen Raum sind Fantoche, DOK Leipzig, das Filmfest Dresden, das Trickfilmfestival Stuttgart und das Internationale KurzFilmFestival Hamburg bei der Asifa akkreditiert.

## Deutschland, Österreich und Schweiz
In Deutschland ist die ASIFA seit 2016 durch die AG Animationsfilm vertreten.
Die Asifa Austria mit Sitz in Wien besteht seit 1985. Bekannte Mitglieder sind Tone Fink, Sabine Groschup, Nicolas Mahler, Mara Mattuschka, Bady Minck, Thomas Renoldner und Stefan Stratil. Seit 2007 hat die Asifa Austria mit dem ASIFAKEIL einen Präsentationsort im Wiener MuseumsQuartier. Erstmals 2010 richtete sie gemeinsam mit Vienna Shorts den internationalen Kurzfilm-Wettbewerb Animation Avantgarde aus.
Die Schweizer Trickfilmgruppe (STFG / GSFA), die Regionalgruppe der Asifa in der Schweiz, wurde 1968 gegründet. Sie hat ihren Sitz in Zürich. Zu ihren bekanntesten Mitgliedern zählt Georges Schwizgebel.